# Błyszczak świetny
Błyszczak świetny (Lamproderma columbinum (Pers.) Rostaf.) – gatunek śluzowców.

## Systematyka i nazewnictwo
Pozycja w klasyfikacji według Index Fungorum: Lamproderma, Lamprodermatidae, Stemonitida, Columellinia, Myxogastrea, Mycetozoa, Amoebozoa, Protozoa.
Po raz pierwszy opisał go w 1795 r. Christiaan Hendrik Persoon, nadając mu nazwę Physarum columbinum. Obecną nazwę nadał mu w 1873 r. Józef Rostafiński.
Ma 7 synonimów.
Nazwa polska na podstawie opracowania Krytyczna lista śluzowców Polski.

## Morfologia
Zarodnie o całkowitej wysokości 2–3 mm, złożone z główki i cienkiego trzonka. Występują w rozproszeniu lub gromadnie. Główka o średnicy 0,5–01 mm, kulista, elipsoidalna lub jajowata, purpurowo-czarna z opalizującymi niebieskimi lub fioletowymi odcieniami, lub miedziana. Ściana trwała, błoniasta, w dolnej części purpurowa, czasem nakrapiana z ciemniejszymi odcieniami. W zarodni cylindryczna kolumella ze stożkowatym lub maczugowatym wierzchołkiem, sięgająca ponad połowy wysokości zarodni. Włośnia gęsta, zbudowana z brązowawo-purpurowych nitek, rozchodzących się promieniście od kolumelli, słabo rozwidlonych i zespolonych, rozgałęziających się ku powierzchni i tworzących delikatną, prawie bezbarwną siatkę. Trzonek czarny, prosty, o wysokości 1,5–2 mm, purpurowo-czarny, błyszczący, podłużnie prążkowany lub pomarszczony, wyrastający z ciemnopurpurowej leżni (hypothallus). Zarodniki fioletowo-szare, skręcone, o średnicy 11–14 µm. Plazmodium nieprzezroczyste, białe, rzadko żółte.

## Występowanie i siedlisko
Jest szeroko rozprzestrzeniony; poza Ameryką Południową i Antarktydą podano jego występowanie na wszystkich kontynentach i na wielu wyspach. Siedlisko na mchach, omszałych pniakach, kłodach i skałach.